# Wil Houben
Wil Houben (Kerkrade, 19 november 1954) is een Nederlands politicus en bestuurder. Hij is lid van de VVD.

## Biografie
Houben volgde van 1973 tot 1979 een lerarenopleiding en behaalde een MO-A in geschiedenis en staatsinrichting. Hij startte zijn loopbaan als docent geschiedenis en staatsinrichting. Hij behaalde een NGPR-diploma en volgde tal van cursussen. Hij was tot zijn wethouderschap in 1994 werkzaam in onder andere de journalistiek, outplacement en public relations.
Houben was van 1983 tot 2001 gemeenteraadslid van Heerlen en was er ook VVD-fractievoorzitter geweest. Van 1994 tot 2001 was hij er wethouder van stadsontwikkeling, economische zaken en P&O. Hij was van 2001 tot 2014 achtereenvolgend regiodirecteur Parkstad Limburg en Midden-Limburg van woningcorporatie Wonen Zuid, directeur van MKB-Limburg en directeur van Kamer van Koophandel Limburg.
Houben was vanaf 1 december 2014 burgemeester van Voerendaal. Hij had algemene coördinatie, openbare orde & veiligheid, communicatie & branding, toezicht & handhaving, organisatieontwikkeling, personeel, bedrijfsvoering, regionale samenwerking, leefbaarheid (inclusief corona herstelfonds) en cultuur en zijn portefeuille. Op 1 december 2024 ging hij met pensioen.
Houben heeft een partner en vier kinderen.